# Канон (музыка)
Кано́н в музыке — полифоническая форма, в которой мелодия образует контрапункт сама с собой. Основной технико-композиционный приём, положенный в основу канона, называется (канонической) имитацией.

## Краткая характеристика
Каноны обычно двух-, трёх- или четырёхголосны, хотя число голосов теоретически не ограничено. Мелодия, звучащая с самого начала канона, называется пропостой, а голоса, вступающие позже, — риспостами (иногда можно встретить латинские обозначения dux — «вождь» и comes — «спутник»). При этом спутники должны либо точно совпадать с мелодией-вождём (простой канон), либо быть полученными из неё по некоторым правилам, приведённым ниже. Самые известные примеры канонов (например, «Frère Jacques» — «Братец Якоб») — простые.

## История
Термин канон происходит от др.-греч. κανών — прави́ло, норма. Слово «канон», имеющее много других значений, стало использоваться для обозначения музыкальной формы только в XVI веке. Наиболее ранние известные английские каноны датируются XIII веком. Хрестоматийный пример раннего канона — пьеса с инципитом «Sumer is icumen in» (так называемый «Летний канон»). Каноны активно писали в эпоху Арс нова в Италии и Франции, особенно в жанрах каччи и шас. Знаменитый ранний пример ракоходного канона — шансон «Мой конец — моё начало» Гильома де Машо. В полифонической музыке франко-фламандской школы (1430—1550) канон получил дальнейшее развитие, а окончательно известные сейчас правила сочинения канонов сформировались у композиторов Римской школы. В это время форма канона достигла наивысшего развития. Большое внимание канону уделяли Жоскен Депре, Иоганн Окегем (которому приписывают 36-голосный канон Deo gratias), Пьер де ла Рю, Палестрина и другие. Позже к канону стали обращаться всё реже (с некоторыми значимыми исключениями, такими как  в сочинениях И. С. Баха "Гольдберг-вариации", где  каноном является каждая  3-я вариация, «Музыкальное приношение», где  показаны самые разнообразные виды канонов). Каноны писали и другие музыканты эпохи барокко (Пахельбель, Телеман, Зеленка). Некоторое количество юмористических канонов оставил В. А. Моцарт. В XX веке интерес к канону возродился: Антон Веберн написал 5 канонов на латинские тексты (op.16), используя технику додекафонии. Примеры канонов оставили также Арнольд Шёнберг, Луиджи Даллапиккола (практически в каждом своём сочинении), Пауль Хиндемит, Дьёрдь Лигети, Луиджи Ноно и многие другие.
До выделения фуги в отдельную музыкальную форму каноны (вплоть до XVII—XVIII веков) как и другие имитационно-полифонические произведения, часто называли фугами, а строгая имитация, теперь известная как канон, квалифицировалась как fuga ligata, что означает «связанная фуга».

## Типы канонов
Каноны классифицируются в соответствии с разными параметрами: количество голосов, интервал между первыми нотами пропосты и риспосты, наличие обращения или возвратного движения голосов, временна́я разница между вступлениями голосов, точность повторения интервалов пропосты риспостами и темпы риспост.

### Простой
В простом каноне мелодии-спутники в точности повторяют основную мелодию в первом голосе, возможно, на октаву выше или ниже основного голоса. Пример такого канона — Frère Jacques.
Если риспоста начинается не с той же ноты, что и пропоста, то канон называется интервальным. При этом мелодия риспосты уже не обязана точно совпадать с пропостой: интервалы между двумя нотами основной мелодии могут заменяться на одноимённые (например, большая секунда на малую). Если мелодии во всех голосах совпадают, то канон называется точным, если нет, то диатоническим.

### Контрапунктные производные
Риспоста может не совпадать с пропостой, а быть её контрапунктной производной.

#### Канон в обращении
В «обращённом» каноне все интервалы пропосты в риспосте берутся в противоположном направлении, например,  квинте вверх соответствует  квинта вниз, и наоборот. Если при этом расстояния между нотами точно сохраняются, то такой канон называется зеркальным.

#### Ракоходный канон
В риспостах может применяться возвратное движение, или ракоход, когда основная мелодия записывается от конца к началу. Каноны, одновременно обращённые и в возвратном движении, иногда называют столовыми: его можно сыграть, если между двумя музыкантами поставить стол и положить ноты основной мелодии канона (каждый будет читать мелодию в своём направлении).

### Мензуральный
В мензуральном, или пропорциональном, каноне риспоста является растянутой или сжатой во времени пропостой (то есть играется в другом темпе). Например, мелодия риспосты может играться вдвое медленнее пропосты (канон per augmentationem) или вдвое быстрее (канон per diminutionem). Технически мензуральные каноны наиболее сложны для написания. Такие каноны в большом количестве писали в эпоху Возрождения, в особенности в конце XV — начале XVI веков; Окегем написал целую мессу (Missa prolationum, «Месса пролаций»), каждая часть которой является мензуральным каноном.

### Бесконечный
Бесконечным (canon perpetuus) называется канон, в котором в определённый момент в пропосте вновь появляется её начало, после чего он  повторяется, в результате  его можно играть сколь угодно долго. При этом мелодия в конце может оказываться в той же тональности, в которой она началась, или модулировать в другую тональность (спиральный канон, per tonos) — в таком случае новый виток канона начинается уже в новой тональности. Исторические и локальные разновидности бесконечного канона носили оригинальные названия, например, рота (лат. rota; самый известный пример — Sumer is icumen in), раунд (англ. round), кэтч (англ. catch).

### Двойной и тройной
Если в каноне присутствуют одновременно две (или три) независимые темы, к каждой из которых имеются спутники, такой канон называется двойным (соответственно, тройным).

## Способы записи канона
Композиторы не всегда явно выписывали в каноне все голоса. Иногда записывался один голос с пометами, позволяющими однозначно восстановить весь канон — такая запись называется закрытой. Если выписывается только основная мелодия канона без указания мест и интервалов вступления риспост, то канон называется загадочным.

## Аудиофрагмент
- Классика
- Рок вариант